# Jenő Pozsony

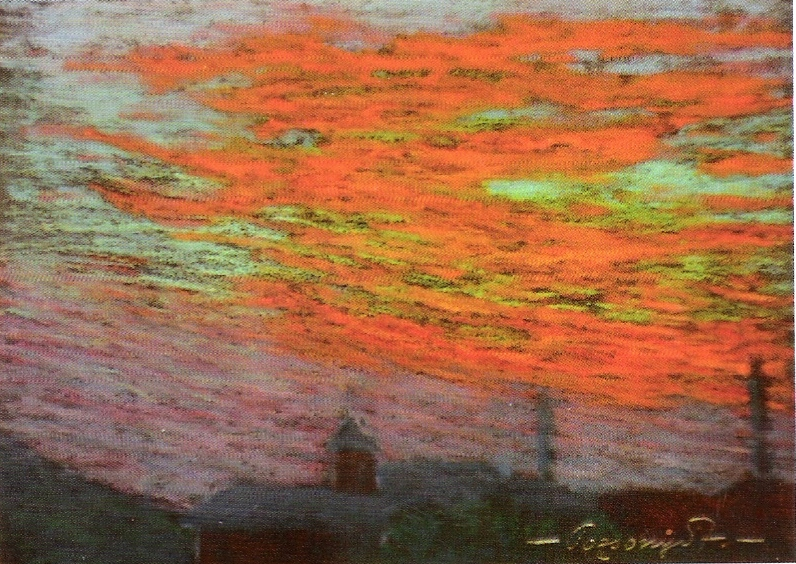
Sonnenuntergang, Pastell, 24 × 19 cm, Privatsammlung

Jenő E. Pozsony, auch Pozsonyi (* 25. Januar 1885 in Nagyvárad, Österreich-Ungarn; † 7. Februar 1936 Oradea, Rumänien), war ein ungarischer Maler aus Siebenbürgen, der im Malstil zuerst dem Naturalismus und dann dem Impressionismus nahestand.

## Leben

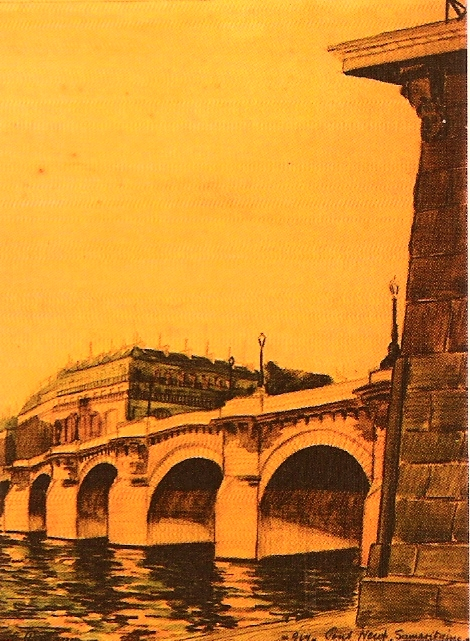
Brücke Pont Neuf Paris, Wasserfarben und Zeichnung auf Papier, 35 × 25,7 cm, Muzeul Țării Crișurilor

Zwischen 1908 und 1910 war er Schüler in der Malschule des Künstlers Ernő Tibor. Noch im selben Jahr, 1910, gewährte man ihm die Möglichkeit neben Künstlern, die von der  MIÉNK (Ungarische Vereinigung der Impressionisten und Naturalisten) gefördert wurden, István Balogh sowie seinem Lehrer in der Stadthalle in Oradea auszustellen, was zur Bestätigung seines Talentes führte und ihm sehr gute Kritiken der Presse einbrachte.
Drei Jahre danach, im April des Jahres 1913, stellte er, hauptsächlich italienische Landschaften von seiner Italienreise, gemeinsam mit dem Maler József Bálint aus.
Während der Teilnahme am Ersten Weltkrieg als Postoffizier, stürzte der Künstler vom Postwagen während einer Mission auf dem Balkan und zog sich dabei einen schweren Stirnbruch zu. Die eingesetzte Stahlplatte wurde vom Körper abgestoßen, sodass sein Gehirn nur von einer dünnen Hautschicht geschützt war. Im September 1919 wurden einige Arbeiten von Pozsony in einer Gruppenausstellung in seiner Geburtsstadt gezeigt. Er nahm ebenfalls an der im Dezember 1920 stattfindenden Ausstellung in der Präfektur Oradea teil.
In den ersten Jahren des dritten Jahrzehnts reiste und malte er viel. Nach seiner Personalausstellung im Geschäft Kornweisz, Dezember 1923, verkündete er nach Konstantinopel reisen zu wollen, wo er auch eine Zeit lang arbeiten wird. Nach dem Antritt der Reise 1924, reiste Pozsonyi 1925 nach Paris und eröffnete anschließend im Juli selben Jahres in Oradea, wieder in Kornweisz eine Werksschau seiner Reiseeindrücke.
Es folgten weitere Reisen. Zusammen mit den Malern Ödön Mikes sowie Roman Paul Mottl eröffnete er 1931 eine Malschule.
Als die Asociația Artelor Frumoase in Oradea gegründet wurde, nahm auch Pozsonyi an der Versammlung bildender Künstler teil und man teilte ihm einen hohen Posten, nämlich den des Notares, in der Vereinigung zu und nahm in den Jahren bis zum Tode an deren Ausstellungen teil.
Während der Winters 1936 steckte er sich mit der Grippe an, nahm die Infektion jedoch nicht ernst und starb letztendlich daran.

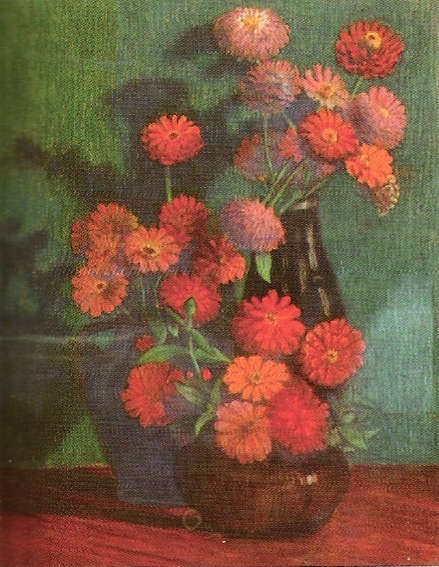
Blumenstilleben, 1929, Pastell auf Papier, 55 × 24 cm, Muzeul Țării Crișurilor

1976/77 nahm er an der Ausstellung „L´art 1900 en Hongrie“ im Pariser Petit Palais mit einem Frontispiz teil.

## Kritiken
„Seine Visionen sind immer interessant und einzigartig, die Landschaften vermitteln nie ein Gefühl der Monotonie.(Viziunile sale sunt întodeauna interesante și indetite, peisajele nu dau niciodata senzaţie de monotonie.)“

## Museen (Auswahl)
- Literaturmuseum Petőfi, Budapest
- Muzeul Țării Crișurilor, Oradea

### Monografisch
- Maria Zintz: Artiști plastici la Oradea 1850–1950. Verlag Muzeul Ţării Crișurilor, 2009, ISBN 978-973-7621-15-3, S. 154–167, 175.

### Lexikalisch
- Eintrag im Ungarischen Biografie-Verzeichnis (Magyar Életrajzi Index).
- Dr. András Ákos Szabó: Magyar festok és grafikusok életrajzi lexikona. Band 2. 2002, S. 287 Online-Ansicht auf der Seite einer Galerie (hu)
- Traian Moldova, Tiberiu Alexa, Mihai Musca: O incursiune neconventionala in istoria Centrului Artistic Baia Mare. 1996–1997 Online-Ansicht auf der Seite einer Galerie (ro)